# Michél Mazingu-Dinzey
Michél Mazingu-Dinzey (ur. 15 października 1972) – kongijski piłkarz grający na pozycji lewego pomocnika, trener piłkarski. Posiada także obywatelstwo niemieckie.

## Kariera klubowa
Dinzey urodził się w Zairze, ale w młodym wieku wyemigrował do Niemiec. Tam rozpoczął karierę piłkarską i był zawodnikiem amatorskich klubów VfB Lichterfelde, FV Wannsee i 1. FC Schöneberg. Następnie przeszedł do VfB Stuttgart, a 23 sierpnia 1994 roku zadebiutował w Bundeslidze w wygranym 2:0 wyjazdowym spotkaniu z TSV 1860 Monachium. W zespole VfB grał przez jeden sezon i rozegrał 14 meczów.
Latem 1995 roku Dinzey przeszedł do FC St. Pauli z Hamburga. W nowym klubie po raz pierwszy wystąpił 12 sierpnia 1995 w domowym meczu z TSV 1860 Monachium (4:2). Wiosną 1996 utrzymał się z St. Pauli w Bundeslidze.
W 1996 roku Dinzey został zawodnikiem Herthy Berlin, grającej w 2. Bundeslidze. W zespole Herthy swój debiut zanotował 3 sierpnia 1996 w spotkaniu z 1. FSV Mainz 05 (1:0). Wraz z Herthą awansował w 1997 roku do pierwszej ligi, a w berlińskim klubie grał do końca sezonu 1997/1998.
W 1998 roku Kongijczyk ponownie zmienił klub i odszedł z Herthy do TSV 1860 Monachium. Zadebiutował w nim 22 sierpnia 1998 w meczu z Eintrachtem Frankfurt (3:2). W 2000 roku zajął z TSV 4. miejsce w lidze, najwyższe w swojej karierze. W 2000 roku przeszedł do Hannoveru 96 (debiut: 5 września 2000 w zremisowanym 1:1 spotkaniu z LR Ahlen). W 2001 roku był wypożyczony z TSV do Vålerenga Fotball.
W 2002 roku Dinzey wrócił do Niemiec. Został piłkarzem Eintrachtu Brunszwik, z którym w 2003 roku spadł do Regionalligi. W latach 2004–2007 ponownie grał w zespole FC St. Pauli, tym razem w Regionallidze. Ostatni sezon kariery, 2007/2008, spędził w Oberlidze, w drużynie Holstein Kilonia.
| Sezon   | Klub                | Kraj     | Rozgrywki     | Mecze | Bramki |
| ------- | ------------------- | -------- | ------------- | ----- | ------ |
| 1994/95 | VfB Stuttgart       | Niemcy   | Bundesliga    | 14    | 0      |
| 1995/96 | FC St. Pauli        | Niemcy   | Bundesliga    | 30    | 0      |
| 1996/97 | Hertha BSC          | Niemcy   | 2. Bundesliga | 30    | 5      |
| 1997/98 | Hertha BSC          | Niemcy   | Bundesliga    | 29    | 1      |
| 1998/99 | TSV 1860 Monachium  | Niemcy   | Bundesliga    | 14    | 1      |
| 1999/00 | TSV 1860 Monachium  | Niemcy   | Bundesliga    | 1     | 0      |
| 2000/01 | Hannover 96         | Niemcy   | 2. Bundesliga | 15    | 0      |
| 2001    | Vålerenga Fotball   | Norwegia | Tippeligaen   | 10    | 0      |
| 2002/03 | Eintracht Brunszwik | Niemcy   | 2. Bundesliga | 30    | 4      |
| 2003/04 | Eintracht Brunszwik | Niemcy   | Regionalliga  | 32    | 13     |
| 2004/05 | FC St. Pauli        | Niemcy   | Regionalliga  | 25    | 6      |
| 2005/06 | FC St. Pauli        | Niemcy   | Regionalliga  | 26    | 10     |
| 2006/07 | FC St. Pauli        | Niemcy   | Regionalliga  | 31    | 5      |
| 2007/08 | Holstein Kilonia    | Niemcy   | Oberliga      | 10    | 1      |

## Kariera reprezentacyjna
W reprezentacji Zairu Dinzey zadebiutował w 1996 roku. W tym samym roku wystąpił w jednym meczu Pucharu Narodów Afryki 1996, z Gabonem (0:2). Z kolei w 2000 roku w Pucharze Narodów Afryki 2000 był podstawowym zawodnikiem swojej reprezentacji i rozegrał 3 spotkania: z Algierią (0:0), z Republiką Południowej Afryki (0:1) i z Gabonem (0:0). W 2004 roku był powołany do kadry na Puchar Narodów Afryki 2004, swój trzeci taki turniej w karierze. Tam wystąpił we 2 meczach: z Gwineą (1:2) i z Tunezją (0:3). W latach 1996–2004 rozegrał w kadrze narodowej 33 spotkania i strzelił 3 gole.

## Futbol amerykański
Od 2011 Dinzey występuje na pozycji kopacza w hamburskiej drużynie futbolu amerykańskiego St. Pauli Buccaneers.